# Антонівка (Олександрівська селищна громада)
Анто́нівка — село в Україні, в Олександрівській селищній громаді Кропивницького району Кіровоградської області. Населення становить 53 осіб.

## Історія
Станом на 1885 рік у колишньому власницькому селі Триліської волості Чигиринського повіту Київської губернії мешкало 257 осіб, налічувалось 29 дворових господарств, існували костел і школа.

## Населення
Згідно з переписом УРСР 1989 року чисельність наявного населення села становила 69 осіб, з яких 21 чоловік та 48 жінок.
За переписом населення України 2001 року в селі мешкали 53 особи. 100 % населення вказало своєю рідною мовою українську мову.